# Museum Wiesbaden
Het Museum Wiesbaden is een van de drie musea van de Duitse deelstaat Hessen. Het is gelegen aan de Wilhelmstraße in Wiesbaden. Het museum beschikt over een kunstcollectie, die een belangrijke collectie werk van Jawlensky omvat, en een natuurhistorische collectie.

## Geschiedenis
De stichting van het museum gaat terug tot 1814/1815, toen Johann Wolfgang von Goethe in Wiesbaden kuurde. Hij haalde de Frankfurter verzamelaar Johann Isaac Freiherr von Gerning ertoe over zijn omvangrijke collectie kunstvoorwerpen, oudheden en natuurhistorische objecten tegen een lijfrente aan het hertogdom Nassau uit te lenen. De collecties, beheerd door de Verein für Nassauische Altertumskunde und Geschichtsforschung, de Nassauische Verein für Naturkunde en de Nassauische Kunstverein, werden vanaf in 1821 ondergebracht in het Erbprinzenpalais, waar thans de Kamer van Koophandel is gehuisvest.
Door uitbreiding van de verzamelingen en door geregelde aankopen werd het pand reeds midden negentiende eeuw te klein en werd de roep om nieuwbouw sterker. In 1913 werd de eerste steen gelegd voor een (groter) nieuwbouwpand met drie hoofdvleugels, naar een ontwerp van architect Theodor Fischer. Als eerste werd in 1915 een nieuwe Gemäldegalerie geopend, in hetzelfde jaar gevolgd door de voltooiing van de natuurhistorische afdeling, die evenwel door de Eerste Wereldoorlog pas in 1920 voor het publiek werd heropend, tegelijk met de oudheidkundige collectie van het hertogdom Nassau.
Met de confiscatie door de nationaalsocialisten gedurende de actie Entartete Kunst verdwenen vele werken van de modernen, zodat het museum na de oorlog opnieuw moest beginnen
In 1973 kwamen de drie collecties in het bezit van de deelstaat Hessen en om in het Museum Wiesbaden te worden herenigd. Van 1994 tot 2009 werden de gebouwen, ook inwendig, grondig gerenoveerd en uitgebreid. In 2010 ging de oudheidkundige verzameling over naar de stad Wiesbaden en daarmee naar het stedelijk museum (Stadtmuseum).

## Kunstverzameling (Kunstsammlung)
De kunstcollectie van het museum is een van de belangrijkste van Duitsland en omvat voornamelijk kunstwerken uit de negentiende en de twintigste eeuw.

### Collectie oude meesters

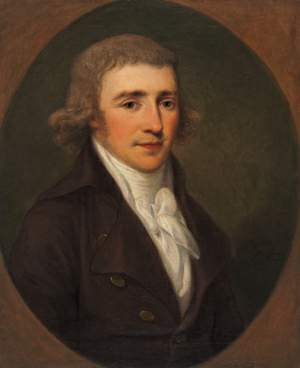
Angelika Kauffmann, Bildnis Johann Isaak Freiherr von Gerning (1798)

Het zwaartepunt van de collectie ligt bij Italiaanse en Hollandse meesters, vanaf de vijftiende eeuw: Prospero Fontana, Luca Giordano, Francesco Solimena en Sebastiano Ricci; Joos van Cleve (Christuskind mit Weintraube), Otto van Veen, Joos de Momper, Gerard van Honthorst, Willem van de Velde de Oude, Jan Lievens, Frans Snyders (Stillleben) en Nicolaes Berchem. Duitse kunstenaars: Lucas Cranach de Oude, Bartholomeus Bruyn de Oude, Johann Conrad Seekatz, Januarius Zick en Angelika Kauffmann (Johann Isaak von Gerning/ 1798).

### Collectie negentiende eeuw

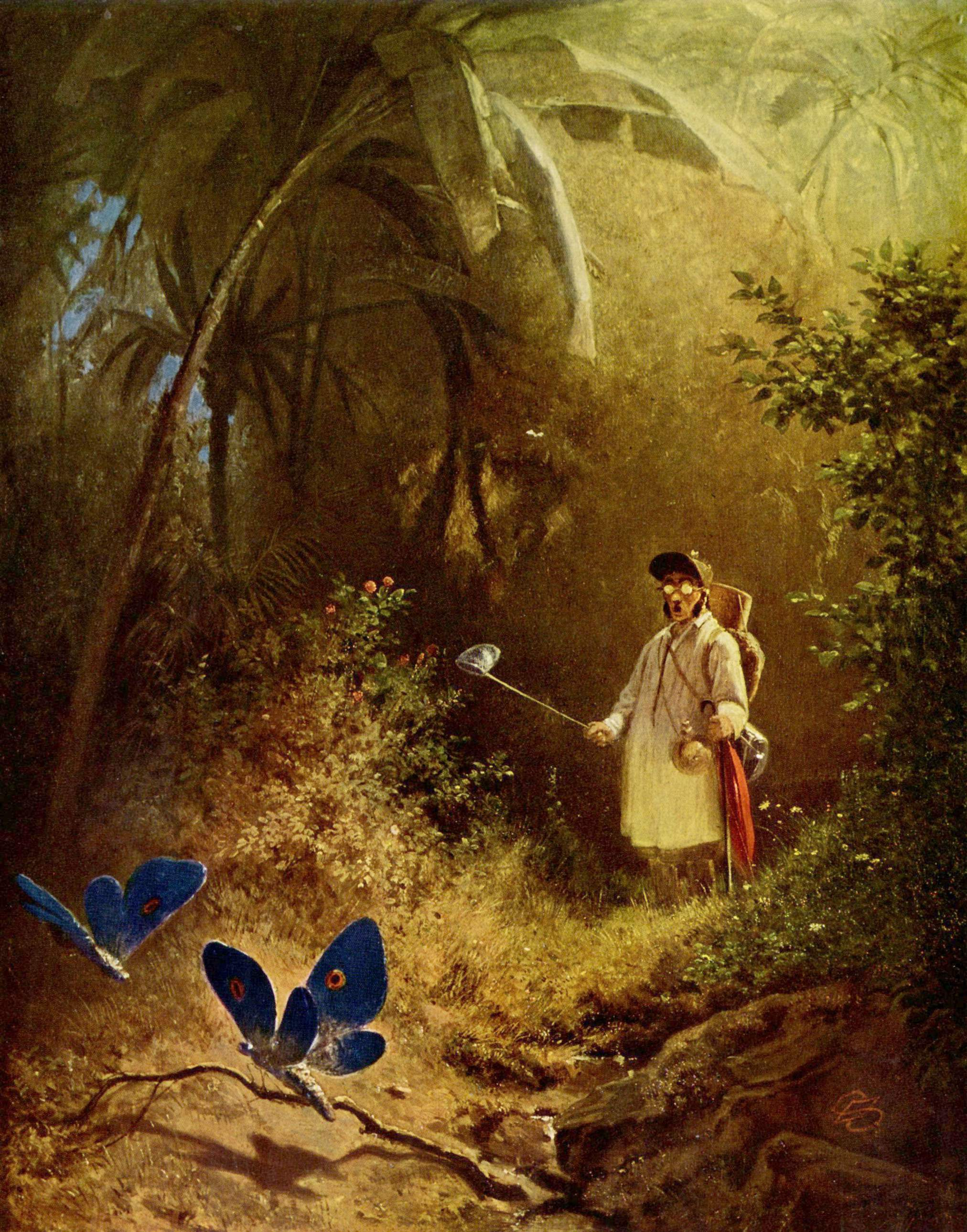
Carl Spitzweg, Der Schmetterlingfänger (rond 1840)

De negentiende eeuw is vertegenwoordigd met kunstenaars als Wilhelm von Kobell, Carl Morgenstern, Ludwig Knaus, Adolph von Menzel, Andreas Achenbach, Oswald Achenbach, Arnold Böcklin, Anselm Feuerbach (Nanna/ 1861), Karl Friedrich Lessing, Johann Wilhelm Schirmer, Carl Spitzweg (Der Schmetterlingfänger/ rond 1840), Wilhelm von Kaulbach, Franz von Lenbach, Wilhelm Trübner, Hans Thoma, Carl Schuch, Otto Scholderer. Het Franse realisme is vertegenwoordigd door Gustave Courbet en Jean François Millet, het Russische realisme door een werk van Jawlensky's leermeester Ilja Repin. Ten slotte de Duitse impressionisten: Max Liebermann en Lovis Corinth (Bildnis Frau Halbe/ 1898).

### Jawlensky-collectie
De collectie werken van Alexej von Jawlensky is na die van het Norton Simon Museum in Pasadena in de Verenigde Staten de grootste verzameling werken van deze kunstenaar, die de laatste twintig jaar van zijn leven in Wiesbaden doorbracht. Het museum bezit 57 schilderijen en 35 grafische werken, waaronder Stillleben mit Krug und Buch (rond 1902), Dame mit Fächer (1909), Nikita (1910), Zelfportret (1912) en in de series Variationen (Von Frühling, Glück und Sonne/ 1917), Abstrakten Köpfen (Kopf in Rot-Weiss-Gold/ 1927) en Meditationen (Mein Geist wird weiterleben/ 1935). Van de stillevens: Stillleben mit schwarzer Vase (1910) en van de landschappen: Blaue Berge (1912). De grafiekcollectie omvat onder andere de lithografie Liegender weiblicher Akt en tekeningen als Konstantinowka mit geneigtem Kopf, beide uit 1912. De collectie werd in 1987 nog vergroot met de collectie Hanna Bekker vom Rath, bestaande uit elf schilderijen en drie tekeningen, waaronder Bildnis Marianne von Werefkin uit 1906.

### Andere expressionisten en de collectie Hanna Bekker vom Rath

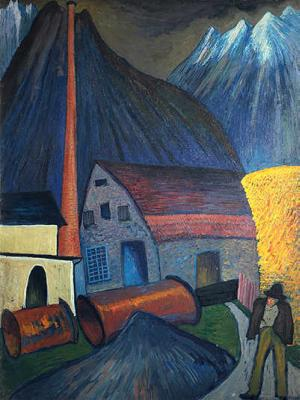
Marianne von Werefkin, Schindelfabrik (in Oberau), 1910

Al voor de Tweede Wereldoorlog had het museum een belangrijke verzameling expressionisten bezeten. Met de confiscatie door de nationaalsocialisten gedurende de actie Entartete Kunst verdwenen vele werken van de modernen, zodat het museum na de oorlog opnieuw moest beginnen. Nieuw aangeschaft werden werken van Paula Modersohn-Becker, Otto Mueller (Liebespaar/ 1925), Emil Nolde, Walter Jacob, Conrad Felixmüller (Familienbildnis Kirchhoff/ 1920), Josef Eberz, Karl Hofer en vooral van Jawlensky's levensgezellin Marianne von Werefkin (Schindelfabrik/ rond 1910). Een mijlpaal in de geschiedenis van de Kunstsammlung was de verwerving van een groot deel van de collectie Hanna Bekker vom Rath. Behalve de werken van Alexej von Jawlensky kreeg het museum nog 16 andere werken van de klassiek-modernen in bezit: grafiek van Wassily Kandinsky en August Macke evenals schilderijen van Ernst Ludwig Kirchner, Erich Heckel (Maske vor Buschbockfell/ 1913), Adolf Hölzel, Ida Kerkovius, Willi Baumeister, Ernst Wilhelm Nay, Karl Schmidt-Rottluff (5 schilderijen waaronder Selbstbildnis/ 1919) en Max Beckmann (2 schilderijen waaronder het beroemde Weibliche Akt mit Hund (1927).

### Kunst na 1945
De Kunstsammlung behoort op het gebied van kunst na 1945 tot de belangrijke musea van Duitsland.

- Informele schilderkunst: Karl Otto Götz (Krakmo/ 1958), Otto Greis, Heinz Kreutz, Fred Thieler, Emil Schumacher, Hann Trier, Gerhard Hoehme en Bernard Schultze (Venen und Tang/ 1955).
- Kunst uit de jaren veertig en vijftig: Ernst Wilhelm Nay (Afrikanisch/ 1954), Willi Baumeister, Max Ackermann, Rolf Cavael, Fritz Winter en Otto Ritschl (Komposition/ 1955).
- Abstracte kunst: Rupprecht Geiger, Ulrich Erben, Bruno Erdmann en Gotthard Graubner.
- Zero en kinetische kunst: Günther Uecker (Spirale Weiß/ 1963), Rolf Kissel, Hermann Goepfert, Heinz Mack en Adolf Luther.
- Sigmar Polke en vooral Gerhard Richter, de laatste met vijf schilderijen, waaronder Ein Wunder rettete uit 1964.
- Fluxus: Joseph Beuys, Wolf Vostell en Nam June Paik (Zen for Head/ 1962).
- Amerikaanse kunst na 1945: Mark Rothko, Ad Reinhardt Agnes Martin, Sol LeWitt, Donald Judd, Robert Mangold, Fred Sandback, Dan Flavin en Brice Marden.
- Schilderkunst uit de jaren zeventig en tachtig: Georg Baselitz (Stillleben/ 1969), Eugen Schönebeck, Jörg Immendorff en Thomas Bayrle.
- Installatie- en objectkunst: Dorothee von Windheim (Fassade III/ 1979), Christiane Möbus, Norbert Radermacher, Franz Erhard Walther, Dietrich Helms, Thomas Huber, Vollrad Kutscher, Jeppe Hein, Rebecca Horn, Ingeborg Lüscher, Ilya Kabakov (Der Rote Waggon/ 1991), Micha Ullman, Richard Serra, Jochen Gerz (Der Transsibirische-Prospekt/ 1977) en Christian Boltanski.

### Beeldenverzameling
In de kunstverzameling van Museum Wiesbaden spelen beeldhouwwerken een kleine rol. Genoemd kunnen worden: Aristide Maillol (Badende) en van Duitse beeldhouwers Max Klinger (Bildnisbüste Friedrich Nietzsche/ rond 1910), Georg Kolbe, Wilhelm Lehmbruck en Ernst Barlach (Der Tod/ 1925).

### Grafische collectie
Vergeleken met de schilderijenverzameling is de grafische collectie minder belangrijk. De meest in het oog springende voorbeelden zijn werken van Ludwig Knaus, Arnold Böcklin, Hans von Marées en Max Slevogt. Van de expressionisten is behalve werk van Alexej von Jawlensky ook grafiek tentoongesteld van Brücke-kunstenaars als Ernst Ludwig Kirchner, Erich Heckel en Karl Schmidt-Rottluff en van kunstenaars van Der Blaue Reiter: Franz Marc, August Macke en vooral Wassily Kandinsky's aquarel Allerheiligen (1910). Ook zijn andere kunstenaars uit dezelfde tijd vertegenwoordigd: Edvard Munch, Otto Dix, Oskar Kokoschka, Käthe Kollwitz en Pablo Picasso. Voorts grafiek van de constructivisten László Moholy-Nagy, Robert Michel en Ella Bergmann-Michel alsmede Friedrich Vordemberge-Gildewart. Zeer omvangrijk is de collectie van grafische werken van de periode na 1945: Karl Otto Götz, Otto Greis, Bernard Schultze, Willi Baumeister, HAP Grieshaber en vooral de verzameling Ernst Wilhelm Nay. Ten slotte minimalistische werken van Sol LeWitt en Pop-art van Thomas Bayrle.

## Natuurhistorische collectie (Museum Wiesbaden Naturhistorische Sammlung MWNH)
Het oorspronkelijk zelfstandige Naturkundemuseum in Wiesbaden werd in 1829 samengevoegd met de Nassauischer Verein für Naturkunde. Het begin van de negentiende eeuw werd gekenmerkt door de industrialisatie en grote natuurwetenschappelijke ontdekkingen, hetgeen leidde tot de wens over een instituut te beschikken waar de bevolking voorlichting kon krijgen en onderzoek kon worden uitgevoerd.